# Вісім миль
«Вісім миль» (англ. «Eight Miles») — австралійське науково-фантастичне оповідання Шона Макмаллена. Вперше було опубліковане у часописі «Analog Science Fiction» у 2010 році.

## Синопсис
У 1840 році монгольф'єра Гарольда Паркса наймають для виконання тривалого підйому на небезпечну висоту... і він бере з собою дивного пасажира.

## Нагороди
«Вісім миль» було фіналістом премії Г'юґо 2011 року за найкращу коротку повість і посіло друге місце.